# Jurien Bay Airport
Jurien Bay Airport är en flygplats i Australien. Den ligger i delstaten Western Australia, omkring 200 kilometer nordväst om delstatshuvudstaden Perth.
Trakten runt Jurien Bay Airport är nära nog obefolkad, med mindre än två invånare per kvadratkilometer.. Närmaste större samhälle är Jurien Bay, nära Jurien Bay Airport. 
Genomsnittlig årsnederbörd är 568 millimeter. Den regnigaste månaden är juli, med i genomsnitt 109 mm nederbörd, och den torraste är december, med 10 mm nederbörd.